# Jakub Olejniczak
Jakub Olejniczak (* 27. Februar 1997) ist ein polnischer Sprinter und Hürdenläufer, der sich auf die 400-Meter-Distanz spezialisiert hat.

## Sportliche Laufbahn
Erste internationale Erfahrungen sammelte Jakub Olejniczak im Jahr 2022, als er bei den Europameisterschaften in München mit 51,77 s in der ersten Runde im 400-Meter-Hürdenlauf ausschied. Im Jahr darauf schied er bei den World University Games in Chengdu mit 50,03 s im Halbfinale über 400 m Hürden aus und verhalf der polnischen 4-mal-400-Meter-Staffel zum Finaleinzug und trug somit zum Gewinn der Silbermedaille bei.
2021 wurde Olejniczak polnischer Meister in der 4-mal-400-Meter-Staffel.

## Persönliche Bestzeiten
- 400 Meter: 47,46 s, 28. Januar 2023 in Rzeszów
- 400 m Hürden: 50,03 s, 3. August 2023 in Chengdu